# オスカー・ウーリク
オスカー・ウーリク（Oskar Uhlig）は、ドイツ出身の男性フィギュアスケート選手。1891年ヨーロッパフィギュアスケート選手権優勝。

## 経歴
- 1891年にドイツのハンブルクで初めて開催されたヨーロッパフィギュアスケート選手権で優勝を果たし初代王者に輝いた。なお、当時はまだ世界フィギュアスケート選手権は開催されておらず、近代オリンピックも開催されていない。両大会が初めて開催されるのは1896年であり、近代オリンピックにおいてフィギュアスケート競技が正式種目として実施されるのは1908年ロンドンオリンピックである。

## 主な戦績
| 大会/年    | 1890-91 |
| ---------- | ------- |
| 欧州選手権 | 1       |